# Leskovec
Obec Leskovec (v místním nářečí Léskovec) se nachází blízko hranic se Slovenskem, na východě Zlínského kraje, asi 6 km jižně od Vsetína. Žije zde 673 obyvatel. Název obce vznikl podle lískového keře, kterého rostlo na území obce velké množství. Lískový ořech se proto dostal i na vlajku a znak obce.

## Geografie
Obec je rozložena v údolí říčky Senice. Území obce je velmi kopcovité. Západní část tvoří Vizovická vrchovina, východní zase Javorníky. Zde se nachází nejvyšší bod, kopec Snozový (618 m n. m.). Zároveň je to i součást Chráněné krajinné oblasti Beskydy. Na severu, už mimo území obce, se rozpíná Hostýnsko-vsetínská hornatina.

## Historie
První písemná zmínka o obci pochází z roku 1361 v souvislosti se sporem mezi klášterem ve Vizovicích na jedné straně a Albrechtem Alešem ze Šternberka, Janem z Kravař a několika dalšími o území, které si tito jmenovaní na úkor kláštera přivlastnili. V roce 1574 pán vizovického panství, Zdeněk Říčanský Kavka, převedl obec spolu s dalšími na své nově nabyté brumovské panství. V období třicetileté války v oblasti proběhlo několik protihabsburských povstání (1620, 1627, 1644). V roce 1684 přešla obec dědictvím po manželce do vsetínského panství hraběte Jiřího Illesházyho. V tomto období kraj pustošily nájezdy Tatarů (1663), Turků (1683) a kuruců (1707).
V období první světové války se ani Leskovci nevyhnula mobilizace a část mužů musela narukovat na frontu. Někteří se dostali do ruského zajetí a stali se z nich legionáři. Na památku padlých je od roku 1934 na místním hřbitově pomník.
Koncem druhé světové války, 3. dubna 1945, byla za skrývání partyzánů vypálena usedlost Jana Juříčka. Mlynář Jan, jeho manželka Františka, děti Jan, Františka, Mařenka spolu se třemi partyzány byli zavražděni, dvěma partyzánům se podařilo skrýt a později utéct. Poslední ze šesti partyzánů se vzdal a byl odvezen na gestapo a poté transportován do koncentračního tábora v Mirošově. Z koncentračního tábora byl nakonec osvobozen. Na památku této tragédie probíhá v Leskovci každoročně hasičská soutěž O pohár Juříčkova mlýna (v roce 2023 proběhl již 43. ročník). Číslo popisné po vypáleném mlýnu převzala budova obecního úřadu.

## Současnost
Obec je napojena na plynovod, vodu dodává nádrž Stanovnice. V obci je první stupeň základní školy (do druhého stupně přecházejí děti do sousední Valašské Polanky) a mateřská škola. Je zde sportovní areál pro fotbalové zápasy a pro konání různých společenských akcí, dále víceúčelové hřiště s umělým povrchem pro tenis, nohejbal a podobné sporty a konečně areál s prolézačkami a kolotoči pro nejmenší.
V obci aktivně pracují čtyři organizace: Myslivecký svaz „Lipky“ Leskovec, sbor dobrovolných hasičů, Červený kříž a fotbalový klub (bývalý Sokol). Nejvýznamnější společenské a sportovní akce v obci jsou hasičské soutěže Memoriál obětí Juříčkova mlýna (první ročník v roce 1976) a O pohár Valašských kotárů (první ročník v roce 2013), Turnaj v malé kopané (první ročník v roce 2003) a Zvěřinové gulášování. V zimě jsou již tradičně dva plesy – hasičský a myslivecký. Před koncem roku se hraje stolní tenis na také už tradičním vánočním turnaji. Leskovec je také zapojen do organizace Sdružení obcí Hornolidečska.
V letech 2014–2015 proběhla výstavba kanalizací a čističek odpadních vod (projekt Čistá Bečva). Obcí také povede část z nově připravované cyklostezky, která bude mít celkově asi 50 km a propojí již existující cyklostezku Bečva a slovenskou cyklostezku Váh. V roce 2015 bylo vybudováno malé náměstíčko s odpočinkovou zónou před obecním úřadem. V roce 2016 měly dvě místní organizace významná výročí svého založení. Hasiči oslavili již 95 let (založeno 1921) a fotbalový klub 70 let (založeno 1946, původně jako Sokol Leskovec). Koncem února byla zahájena výstavba nových šaten na místním fotbalovém hřišti, které nahradí již nevyhovující staré šatny.
V roce 2017 bylo provedeno částečné zastřešení prostoru na místním hřišti, kde se pořádají společenské akce a přesunuto pódium pro hudbu. Začala se také připravovat výstavba nové hasičské zbrojnice, která bude stát naproti školy, nedaleko té současné. Fotbalový klub se rozrostl o dvě družstva dětí – starší a mladší přípravky. Hasičské družstvo mužů obnovilo po letech hibernace činnost a znovu se začalo zúčastňovat hasičských soutěží v okolí. Aktivní je i družstvo dětí – Mladí hasiči.

## Zajímavosti
- Obcí vede tzv. Hornolidečská magistrála – turistický okruh pro pěší i cyklisty na horských kolech v délce 44 km kolem vesnic Hornolidečska. Na trase je i rozhledna Vartovna.
- V JZ části obce, u vodárny, roste státem chráněný javor babyka, jeden ze tří největších svého druhu v okrese Vsetín.[11]
- V části spadající do CHKO Beskydy se hojně vyskytují chráněné orchideje: vstavač bledý (druhá nejvýznamnější lokalita na Vsetínsku), vstavač mužský, prstnatec bezový, okrotice dlouholistá a další. [11]
- v letech 1996–1998 zde byla sochařem Miroslavem Machalou a kameníky Janem Sobkem a Miroslavem Zubíčkem vytvořena žulová kopie sochy boha Radegasta, která nahradila originál na Pustevnách.
- Z Leskovce pochází zpěvák lidových písní a vypravěč Josef Laža.

## Doprava
Obcí prochází železniční trať č. 280 (Hranice na Moravě – hraniční přechod Střelná) a silnice I/57 (hraniční přechod Bartultovice – hraniční přechod Brumov-Bylnice). Silniční vzdálenost k hranicím se Slovenskem je asi 20 km na přechod Střelná – Lysá pod Makytou, asi 35 km na přechod Brumov-Bylnice – Horné Srnie a asi 40 km na přechod Velké Karlovice – Makov.

## Galerie

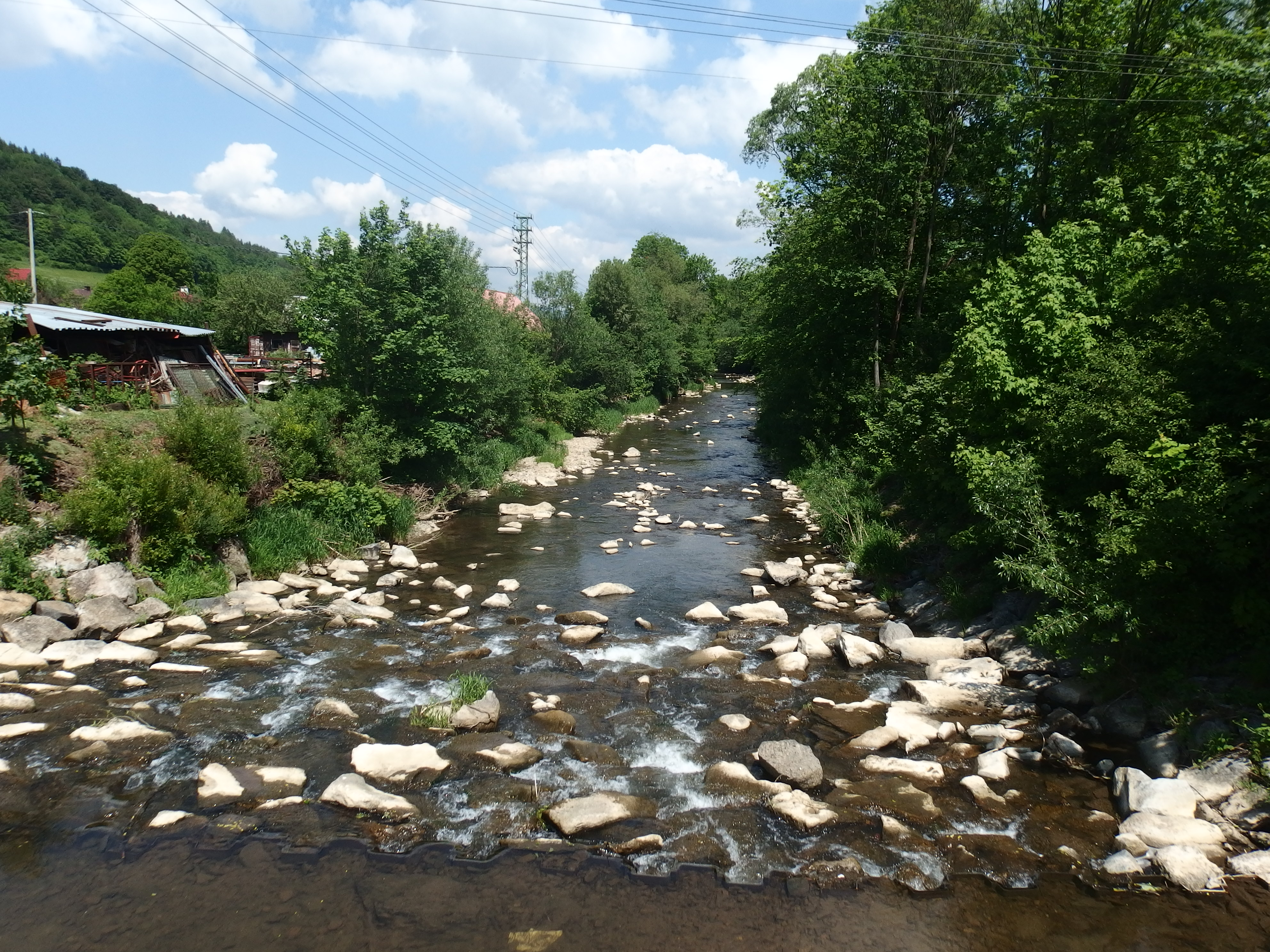
Řeka Senice z mostu u železniční zastávky
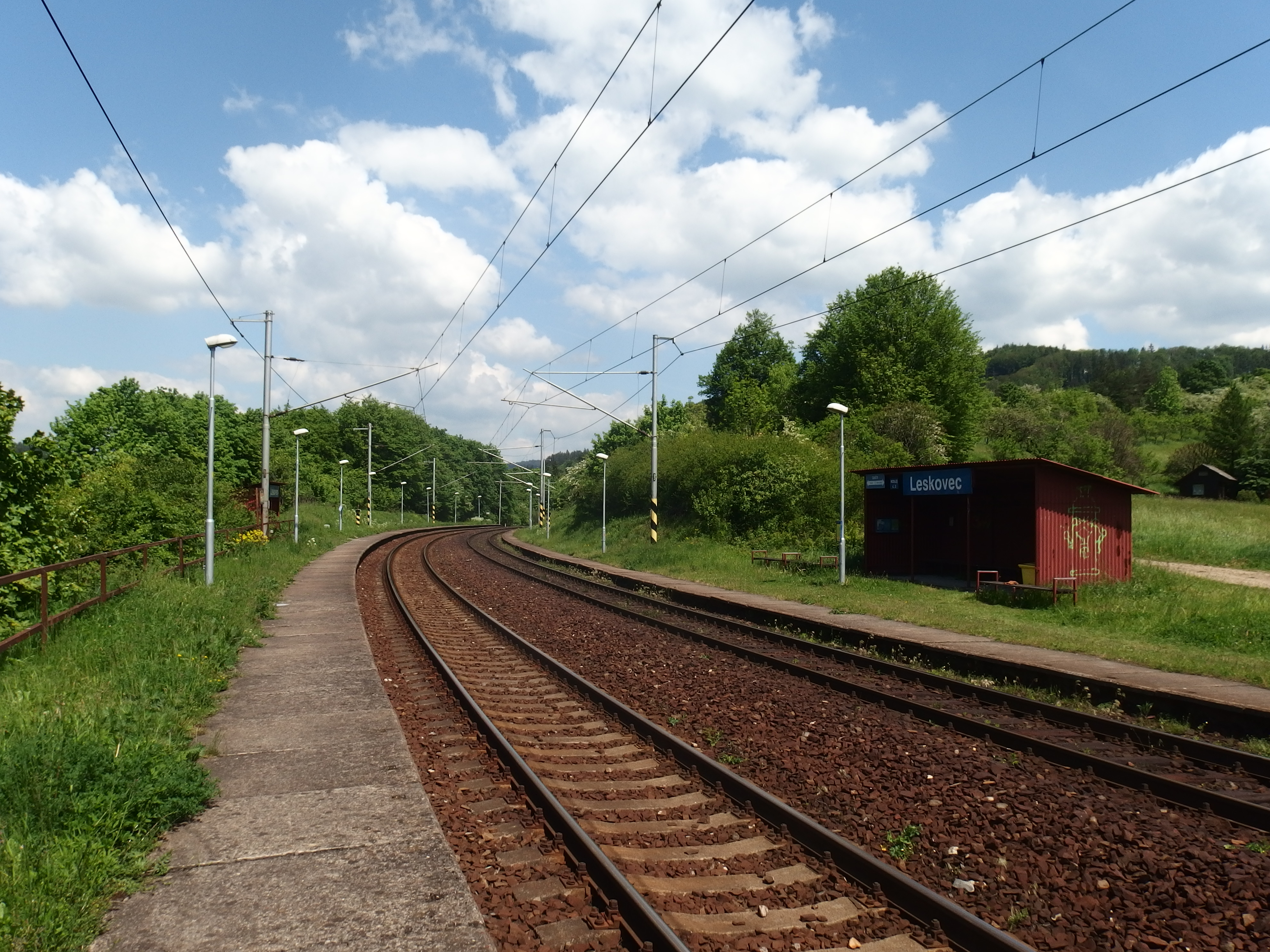
Železniční zastávka
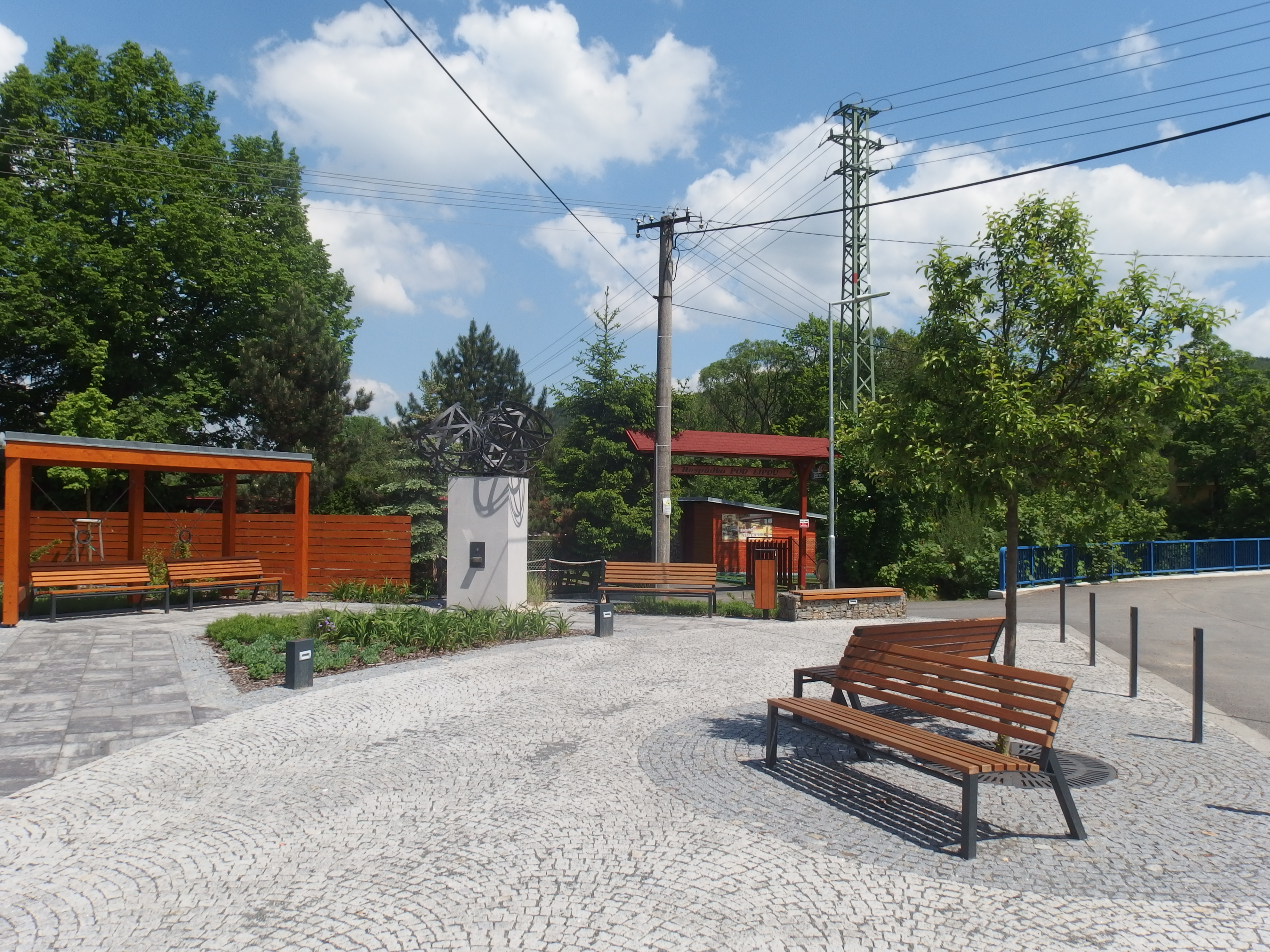
Parčík před obecním úřadem
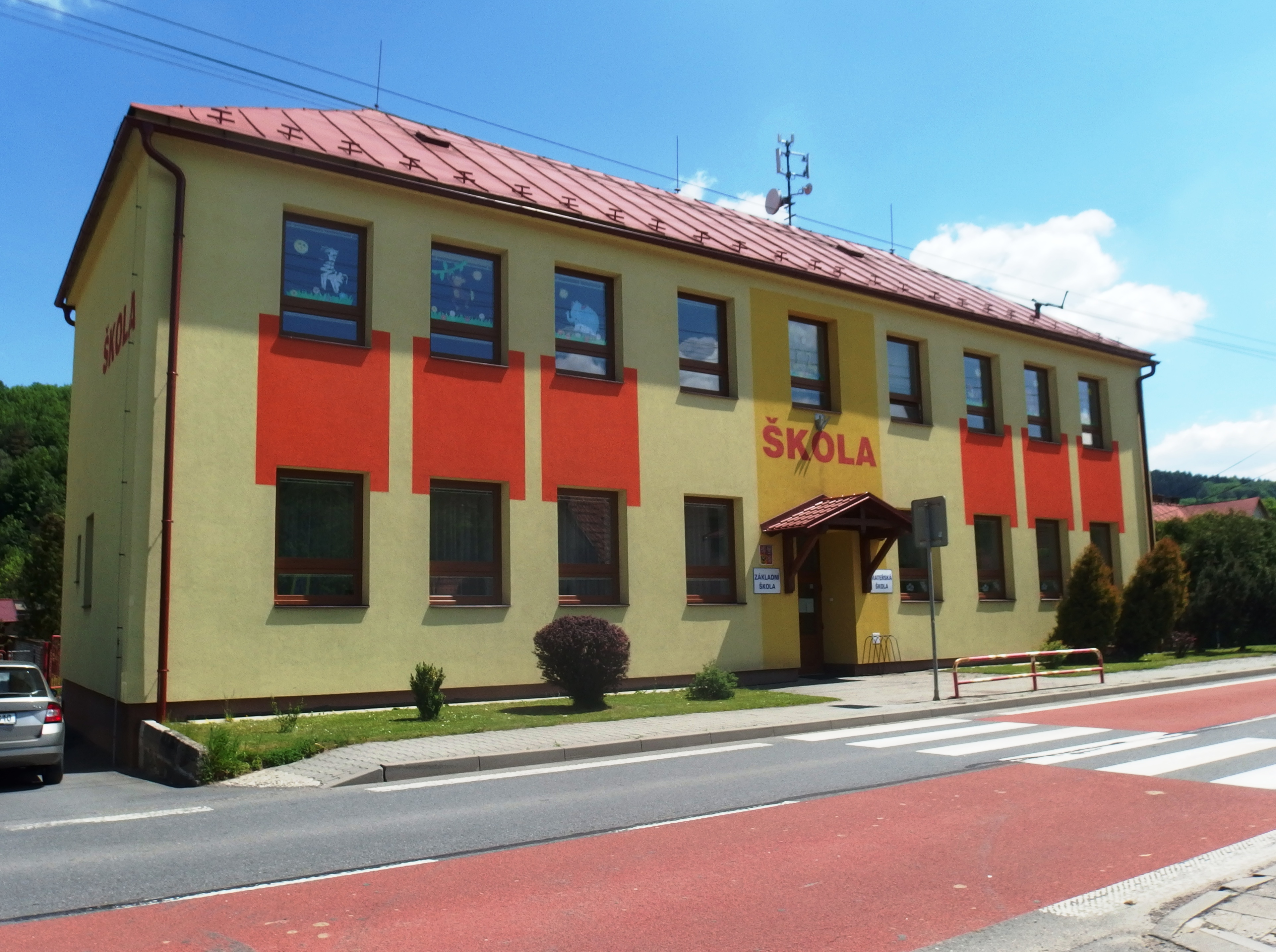
Mateřská a základní škola
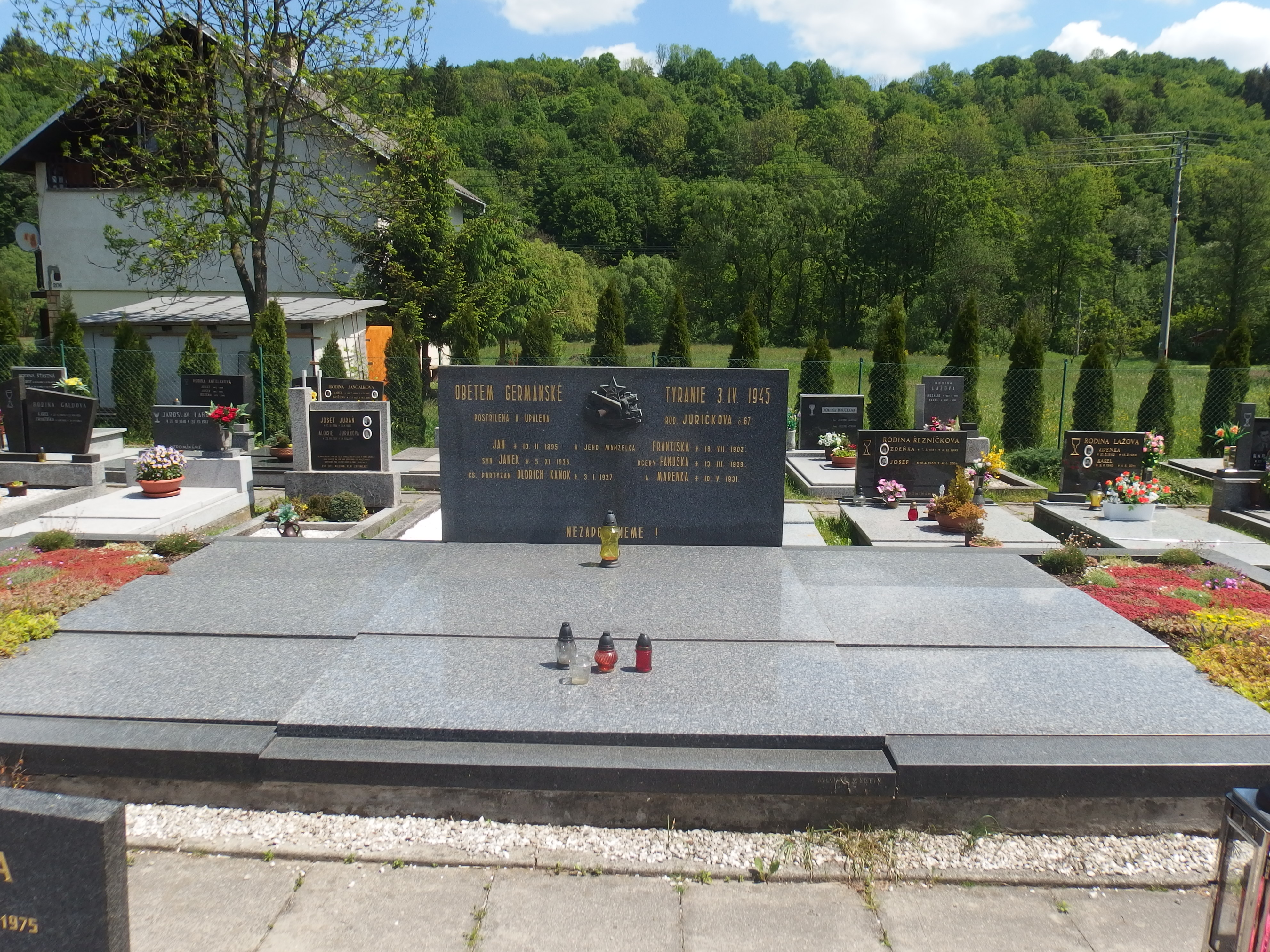
Pomník vyvražděné rodiny Juřičkovy na místním hřbitově